# 18ª edizione dei Critics' Choice Awards
La 18ª edizione dei Critics' Choice Movie Awards si è tenuta il 10 gennaio 2013 presso il Barker Hangar dell'aeroporto di Santa Monica, premiando le migliori produzioni del 2012.
Il 10 giugno 2013 al Beverly Hills Hotel di Los Angeles si è invece tenuta la 3ª edizione dei Critics' Choice Television Awards.

## Critics' Choice Movie Awards

### Miglior film
- Argo, regia di Ben Affleck
- Re della terra selvaggia (Beasts of the Southern Wild), regia di Benh Zeitlin
- Django Unchained, regia di Quentin Tarantino
- Les Misérables, regia di Tom Hooper
- Vita di Pi (Life of Pi), regia di Ang Lee
- Lincoln, regia di Steven Spielberg
- The Master, regia di Paul Thomas Anderson
- Moonrise Kingdom - Una fuga d'amore (Moonrise Kingdom), regia di Wes Anderson
- Il lato positivo - Silver Linings Playbook (Silver Linings Playbook), regia di David O. Russell
- Zero Dark Thirty, regia di Kathryn Bigelow

### Miglior attore
- Daniel Day-Lewis – Lincoln
- Bradley Cooper – Il lato positivo - Silver Linings Playbook (Silver Linings Playbook)
- John Hawkes – The Sessions - Gli incontri (The Sessions)
- Hugh Jackman – Les Misérables
- Joaquin Phoenix – The Master
- Denzel Washington – Flight

### Miglior attrice
- Jessica Chastain – Zero Dark Thirty
- Marion Cotillard – Un sapore di ruggine e ossa (De rouille et d'os)
- Jennifer Lawrence – Il lato positivo - Silver Linings Playbook (Silver Linings Playbook)
- Emmanuelle Riva – Amour
- Quvenzhané Wallis – Re della terra selvaggia (Beasts of the Southern Wild)
- Naomi Watts – The Impossible

### Miglior attore non protagonista
- Philip Seymour Hoffman – The Master
- Alan Arkin – Argo
- Javier Bardem – Skyfall
- Robert De Niro – Il lato positivo - Silver Linings Playbook (Silver Linings Playbook)
- Tommy Lee Jones – Lincoln
- Matthew McConaughey – Magic Mike

### Miglior attrice non protagonista
- Anne Hathaway – Les Misérables
- Amy Adams – The Master
- Judi Dench – Skyfall
- Ann Dowd – Compliance
- Sally Field – Lincoln
- Helen Hunt – The Sessions - Gli incontri (The Sessions)

### Miglior giovane interprete
- Quvenzhané Wallis – Re della terra selvaggia (Beasts of the Southern Wild)
- Elle Fanning – Ginger & Rosa
- Kara Hayward – Moonrise Kingdom - Una fuga d'amore (Moonrise Kingdom)
- Tom Holland – The Impossible
- Logan Lerman – Noi siamo infinito (The Perks of Being a Wallflower)
- Suraj Sharma – Vita di Pi

### Miglior cast corale
- Il lato positivo - Silver Linings Playbook (Silver Linings Playbook)
- Argo
- Marigold Hotel (The Best Exotic Marigold Hotel)
- Les Misérables
- Lincoln
- Moonrise Kingdom - Una fuga d'amore (Moonrise Kingdom)

### Miglior regista
- Ben Affleck – Argo
- Kathryn Bigelow – Zero Dark Thirty
- Tom Hooper – Les Misérables
- Ang Lee – Vita di Pi (Life of Pi)
- David O. Russell – Il lato positivo - Silver Linings Playbook (Silver Linings Playbook)
- Steven Spielberg – Lincoln

### Miglior sceneggiatura originale
- Quentin Tarantino – Django Unchained
- John Gatins – Flight
- Rian Johnson – Looper
- Paul Thomas Anderson – The Master
- Wes Anderson e Roman Coppola – Moonrise Kingdom - Una fuga d'amore
- Mark Boal – Zero Dark Thirty

### Miglior sceneggiatura non originale
- Tony Kushner – Lincoln
- Chris Terrio – Argo
- David Magee – Vita di Pi (Life of Pi)
- Stephen Chbosky – Noi siamo infinito (The Perks of Being a Wallflower)
- David O. Russell – Il lato positivo - Silver Linings Playbook

### Miglior fotografia
- Claudio Miranda – Vita di Pi (Life of Pi)
- Janusz Kaminski – Lincoln
- Danny Cohen – Les Misérables
- Mihai Mălaimare Jr. – The Master
- Roger Deakins – Skyfall

### Miglior scenografia
- Sarah Greenwood e Katie Spencer – Anna Karenina
- Dan Hennah, Ra Vincent e Simon Bright – Lo Hobbit - Un viaggio inaspettato (The Hobbit: An Unexpected Journey)
- Eve Stewart e Anna Lynch-Robinson – Les Misérables
- David Gropman e Anna Pinnock – Vita di Pi (Life of Pi)
- Rick Carter e Jim Erickson – Lincoln

### Miglior montaggio
- William Goldenberg e Dylan Tichenor – Zero Dark Thirty
- William Goldenberg – Argo
- Melanie Oliver e Chris Dickens – Les Misérables
- Tim Squyres – Vita di Pi (Life of Pi)
- Michael Kahn – Lincoln

### Migliori costumi
- Jacqueline Durran – Anna Karenina
- Kym Barrett e Pierre-Yves Gayraud – Cloud Atlas
- Bob Buck, Ann Maskrey, e Richard Taylor – Lo Hobbit - Un viaggio inaspettato (The Hobbit: An Unexpected Journey)
- Paco Delgado – Les Misérables
- Joanna Johnston – Lincoln

### Miglior trucco
- Cloud Atlas
- Lo Hobbit - Un viaggio inaspettato (The Hobbit: An Unexpected Journey)
- Les Misérables
- Lincoln

### Migliori effetti speciali
- Vita di Pi
- The Avengers
- Cloud Atlas
- Il cavaliere oscuro - Il ritorno (The Dark Knight Rises)
- Lo Hobbit - Un viaggio inaspettato (The Hobbit: An Unexpected Journey)

### Miglior film d'animazione
- Ralph Spaccatutto (Wreck-it Ralph), regia di Rich Moore
- Ribelle - The Brave (Brave), regia di Mark Andrews, Brenda Chapman e Steve Purcell
- Frankenweenie, regia di Tim Burton
- L'era glaciale 4 - Continenti alla deriva (Ice Age: Continental Drift), regia di Steve Martino e Mike Thurmeier
- Madagascar 3 - Ricercati in Europa (Madagascar 3: Europe's Most Wanted), regia di Eric Darnell, Conrad Vernon e Tom McGrath
- Le 5 leggende (Rise of the Guardians), regia di Peter Ramsey

### Miglior colonna sonora
- John Williams - Lincoln
- Mychael Danna - Vita di Pi (Life of Pi)
- Alexandre Desplat - Argo e Moonrise Kingdom - Una fuga d'amore (Moonrise Kingdom)
- Jonny Greenwood - The Master

### Miglior canzone
- Skyfall – Skyfall
- For You – Act of Valor
- Learn Me Right – Ribelle - The Brave (Brave)
- Still Alive – Paul Williams Still Alive
- Suddenly – Les Misérables

## Critics' Choice Television Awards
La terza edizione dei Critics' Choice Television Awards si è celebrata il 10 giugno 2013 al Beverly Hills Hotel di Los Angeles.
La cerimonia, per la prima volta trasmessa in diretta streaming sulla piattaforma Ustream, è stata condotta dall'attrice e umorista statunitense Marietta Sirleaf, meglio nota come Retta.
Le candidature delle categorie principali erano state annunciate il 22 maggio 2013; le nuove serie televisive più promettenti il seguente 3 giugno, data in cui è stato anche comunicato che Bob Newhart sarebbe stato insignito del premio speciale icona televisiva.
Segue una lista delle categorie con i rispettivi candidati. I vincitori sono evidenziati in grassetto in cima all'elenco di ciascuna categoria.

### Miglior serie TV drammatica
- Breaking Bad e Il Trono di Spade
- The Americans
- Downton Abbey
- The Good Wife
- Homeland - Caccia alla spia

### Miglior attore in una serie TV drammatica
- Bryan Cranston (Breaking Bad)

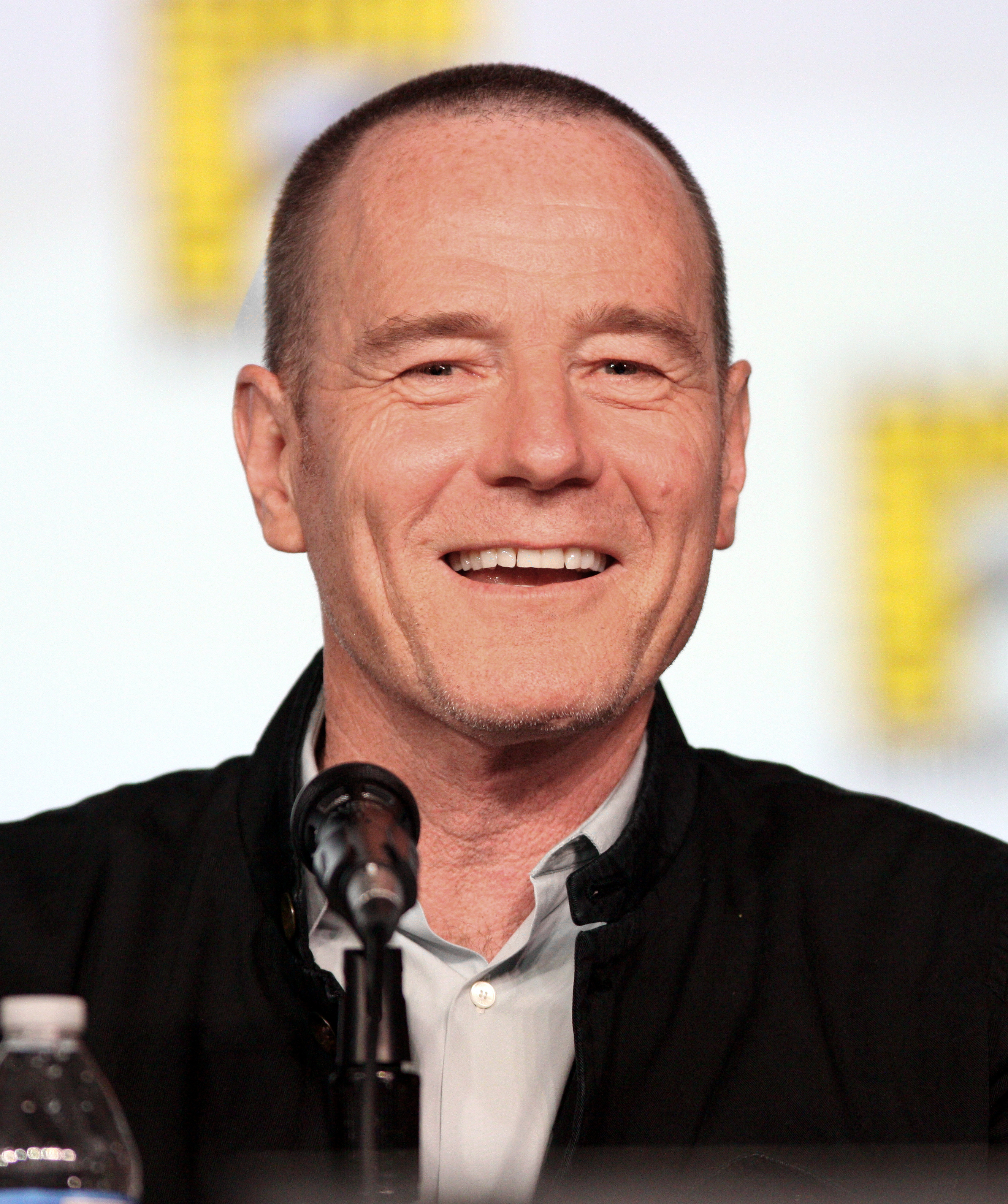
Bryan Cranston, miglior attore in una serie TV drammatica

- Damian Lewis (Homeland - Caccia alla spia)
- Andrew Lincoln (The Walking Dead
- Timothy Olyphant (Justified)
- Matthew Rhys (The Americans)
- Kevin Spacey (House of Cards - Gli intrighi del potere)

### Miglior attrice in una serie TV drammatica
- Tatiana Maslany (Orphan Black)
- Claire Danes (Homeland - Caccia alla spia)
- Vera Farmiga (Bates Motel)
- Julianna Margulies (The Good Wife)
- Elisabeth Moss (Mad Men)
- Keri Russell (The Americans)

### Miglior attore non protagonista in una serie TV drammatica
- Michael Cudlitz (Southland)
- Jonathan Banks (Breaking Bad)
- Nikolaj Coster-Waldau (Il Trono di Spade)
- Noah Emmerich (The Americans)
- Walton Goggins (Justified)
- Corey Stoll (House of Cards - Gli intrighi del potere)

### Miglior attrice non protagonista in una serie TV drammatica
- Monica Potter (Parenthood)
- Jennifer Carpenter (Dexter)
- Emilia Clarke (Il Trono di Spade)
- Anna Gunn (Breaking Bad)
- Regina King (Southland)
- Abigail Spencer (Rectify)

### Miglior guest star in una serie TV drammatica
- Jane Fonda (The Newsroom)
- Jim Beaver (Justified)
- Martha Plimpton (The Good Wife)
- Carrie Preston (The Good Wife)
- Diana Rigg (Il Trono di Spade)
- Jimmy Smits (Sons of Anarchy)

### Miglior serie TV commedia
- The Big Bang Theory
- Louie
- The Middle
- New Girl
- Parks and Recreation
- Veep - Vicepresidente incompetente

### Miglior attore in una serie TV commedia
- Louis C.K. (Louie)
- Don Cheadle (House of Lies)
- Jake Johnson (New Girl)
- Jim Parsons (The Big Bang Theory)
- Adam Scott (Parks and Recreation)
- Jeremy Sisto (Suburgatory)

### Miglior attrice in una serie TV commedia
- Julia Louis-Dreyfus (Veep - Vicepresidente incompetente)
- Laura Dern (Enlightened)
- Zooey Deschanel (New Girl)
- Lena Dunham (Girls)
- Sutton Foster (A passo di danza)
- Amy Poehler (Parks and Recreation)

### Miglior attore non protagonista in una serie TV commedia
- Simon Helberg (The Big Bang Theory)
- Max Greenfield (New Girl)
- Alex Karpovsky (Girls)
- Adam Pally (Happy Endings)
- Chris Pratt (Parks and Recreation)
- Danny Pudi (Community)

### Miglior attrice non protagonista in una serie TV commedia
- Kaley Cuoco (The Big Bang Theory) e Eden Sher (The Middle)
- Carly Chaikin (Suburgatory)
- Sarah Hyland (Modern Family)
- Melissa Rauch (The Big Bang Theory)
- Casey Wilson (Happy Endings)

### Miglior guest star in una serie TV commedia

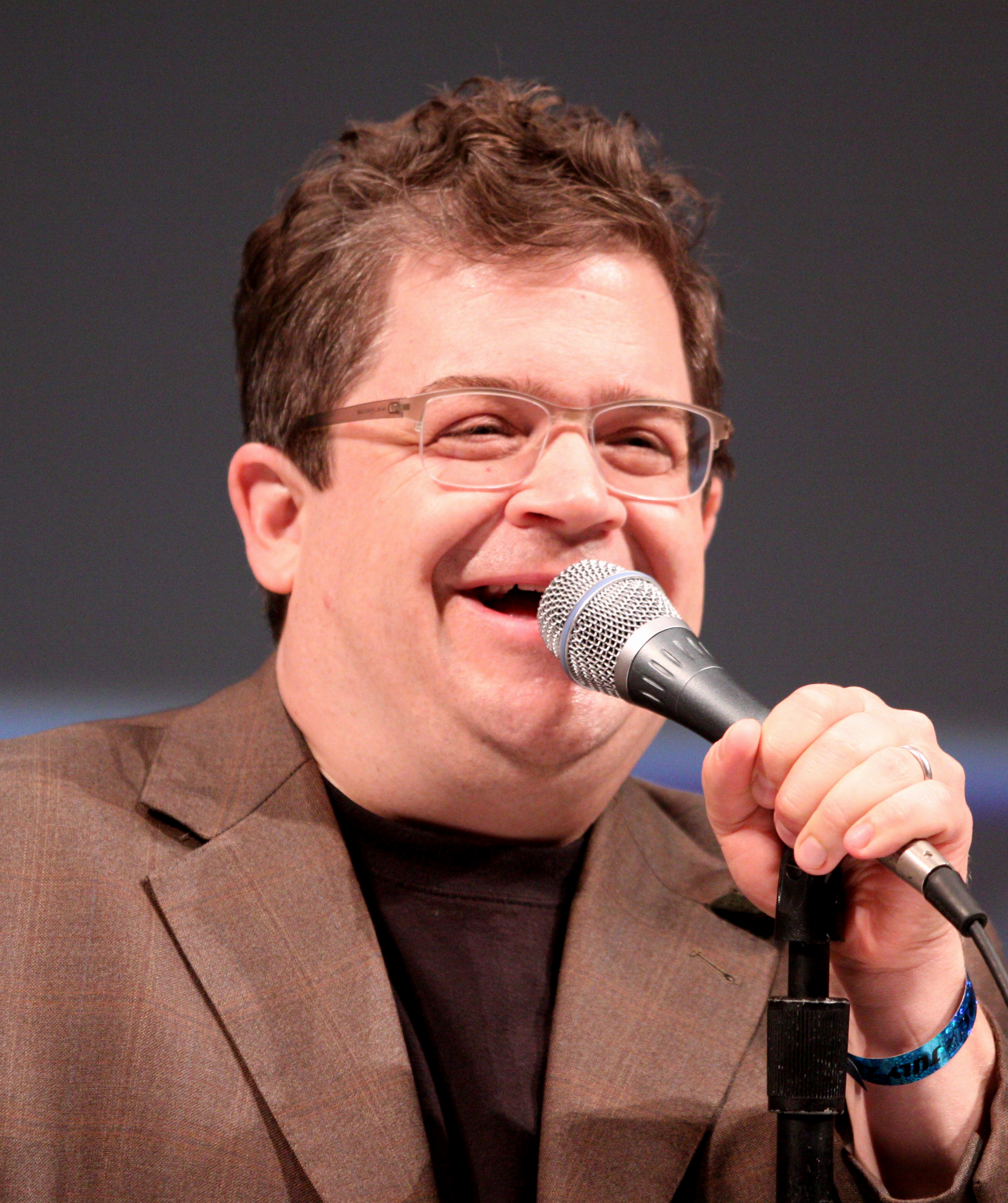
Patton Oswalt, miglior guest star in una serie TV commedia

- Patton Oswalt (Parks and Recreation)
- Melissa Leo (Louie)
- David Lynch (Louie)
- Bob Newhart (The Big Bang Theory)
- Molly Shannon (Enlightened)
- Patrick Wilson (Girls)

### Miglior film o miniserie TV
- Dietro i candelabri (Behind the Candelabra)
- American Horror Story
- The Crimson Petal and the White
- The Hour
- Political Animals
- Top of the Lake - Il mistero del lago

### Miglior attore in un film o miniserie TV

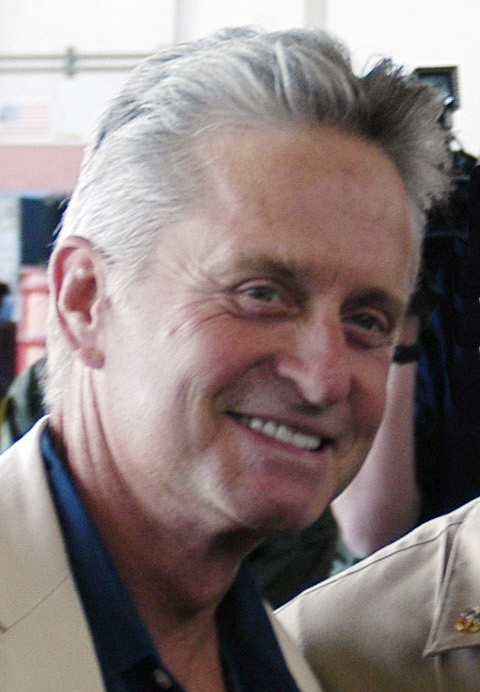
Michael Douglas, miglior attore in un film o miniserie TV

- Michael Douglas (Dietro i candelabri)
- Benedict Cumberbatch (Parade's End)
- Matt Damon (Dietro i candelabri)
- Toby Jones (The Girl - La diva di Hitchcock)
- Al Pacino (Phil Spector)
- Dominic West (The Hour)

### Miglior attrice in un film o miniserie TV
- Elisabeth Moss (Top of the Lake - Il mistero del lago)
- Angela Bassett (Betty & Coretta)
- Romola Garai (The Hour)
- Rebecca Hall (Parade's End)
- Jessica Lange (American Horror Story)
- Sigourney Weaver (Political Animals)

### Miglior attore non protagonista in un film o miniserie TV
- Zachary Quinto (American Horror Story)
- James Cromwell (American Horror Story)
- Peter Mullan (Top of the Lake - Il mistero del lago)
- Sebastian Stan (Political Animals)
- David Wenham (Top of the Lake - Il mistero del lago)
- Thomas M. Wright (Top of the Lake - Il mistero del lago)

### Miglior attrice non protagonista in un film o miniserie TV
- Sarah Paulson (American Horror Story)
- Ellen Burstyn (Political Animals)
- Sienna Miller (The Girl - La diva di Hitchcock)
- Lily Rabe (American Horror Story)
- Imelda Staunton (The Girl - La diva di Hitchcock)
- Alfre Woodard (Steel Magnolias)

### Miglior serie TV animata
- Archer
- Adventure Time
- Phineas e Ferb
- Regular Show
- I Simpson
- Star Wars: The Clone Wars

### Miglior reality
- Duck Dynasty e Push Girls
- The Moment
- Pawn Stars
- Small Town Security
- Il signore degli insetti

### Miglior talent show
- The Voice
- Chopped
- Face Off
- Shark Tank
- So You Think You Can Dance
- Survivor

### Miglior presentatore di un reality o talent show
- Tom Bergeron (Dancing with the Stars)
- Cat Deeley (So You Think You Can Dance)
- Gordon Ramsay (Hell's Kitchen, MasterChef)
- RuPaul (RuPaul's Drag Race)
- Ryan Seacrest (American Idol)
- Kurt Warner (The Moment)

### Miglior talk show

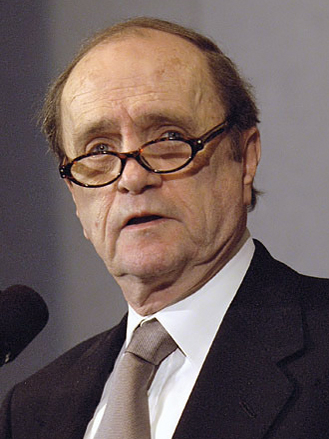
Bob Newhart, premio speciale icona televisiva

- The Daily Show with Jon Stewart
- Conan

- The Ellen DeGeneres Show
- Jimmy Kimmel Live!
- Late Night with Jimmy Fallon
- Marie

### Nuove serie TV più promettenti
- The Bridge
- Masters of Sex
- Agents of S.H.I.E.L.D.
- The Michael J. Fox Show
- Ray Donovan
- Under the Dome

### Premio speciale icona televisiva
A Bob Newhart.